# Atlides halljasoni
Espèce
Atlides halljasoni est une espèce de papillons de la famille des Lycaenidae, de la sous-famille des Theclinae et du genre Atlides.

## Dénomination
Atlides halljasoni a été décrit par Zsolt Bálint (d) et Janusz Wojtusiak (d) en 2006.

## Noms vernaculaires
Atlides halljasoni se nomme Jason Hall's Hairstreak en anglais.

## Description
Atlides halljasoni est un petit papillon avec une longue et fine queue à chaque aile postérieure. Le dessus est de couleur bleu turquoise bordé de gris foncé avec aux ailes antérieures près du milieu du bord costal une tache double marron. Sur le revers l'abdomen est orange et les ailes gris beige veiné de marron noir avec dans la partie basale des taches rouge triangulaires.

## Écologie et distribution
Il réside en Équateur.

### Biotope
Il a été trouvé à une altitude de 1 700 m.

### Protection
Pas de statut de protection particulier.

## Étymologie
Son nom spécifique, halljasoni, lui a été donné en l'honneur de Jason Hall, entomologiste américain spécialiste des Riodinidae.